# How It Feels to Be Something On
How It Feels to Be Something On è il terzo album della emo band statunitense Sunny Day Real Estate. Uscito l'8 settembre, questo è il primo album dopo la riunione del gruppo del 1997.

## Tracce
1. Pillars – 4:57
2. Roses in Water – 3:42
3. Every Shining Time You Arrive – 4:13
4. Two Promises – 4:39
5. 100 Million – 5:38
6. How it Feels to Be Something On – 3:57
7. The Prophet – 5:13
8. Guitar and Video Games – 4:09
9. The Shark's Own Private Fuck – 4:03
10. The Days Were Golden – 5:08

## Produzione
L'album è stato registrato tra il 10 marzo e il 26 aprile del 1998. Alcune tracce con mix alternativi sono presenti su internet, la maggior parte non differiscono molto dalle versioni dell'album, comunque Roses in Water presenta un finale esteso.

## Grafica
La copertina presenta un sole stilizzato su sfondo nero. La copertina è stata disegnata da Dan Hoerner, l'artwork è opera di Chris Thompson.

## Formazione
- Jeremy Enigk - Chitarra, tastiera, voce
- William Goldsmith - Percussioni, batteria
- Dan Hoerner - Chitarra, voce
- Jeff Palmer - Basso

### Produzione
- Greg Calbi - Mastering
- Adam Kasper - Mixing
- Pat Sample - Assistente mixing
- Chris Thompson - Artwork
- Greg Williamson - Produttore, ingegneria del suono, mixing